# Rimi Nishimoto
Rimi Nishimoto (西本りみ Nishimoto Rimi?, 25 de octubre de 1994) es una seiyū y cantante japonesa afiliada a la agencia de talentos Hibiki. También es miembro de la banda Poppin'Party, parte de la franquicia multimedia  BanG Dream!, que incluye interpretar al personaje Rimi Ushigome.

## Biografía
Nishimoto se interesó en la actuación de voz después de ver el anime Mirmo! en escuela primaria. Comenzó a tocar el piano y Electone a la edad de tres años y la guitarra a los 14, y tocaba el bombardino y el saxofón en los clubes de banda de su escuela secundaria y preparatoria.
En abril de 2013, Nishimoto hizo una audición para un puesto en la franquicia Bushiroad Tantei Opera Milky Holmes y se clasificó para la final. Aunque Ayasa Itō finalmente ganó el papel, la forma de tocar la guitarra de Nishimoto captó el interés del director de Bushiroad, Takaaki Kidani, y más tarde fue reclutada para su nuevo proyecto musical BanG Dream!. como bajista; en ese momento, Nishimoto tenía la menor experiencia con el bajo en comparación con la guitarra y el piano. Nishimoto, junto con Itō y Aimi, formaron el elenco original del primer BanG Dream! en vivo el 18 de abril de 2015, y los tres formarían la banda Poppin'Party con Sae Ōtsuka y Ayaka Ōhashi. Además de los conciertos en vivo, el papel de Nishimoto en la franquicia incluyó interpretar a Rimi Ushigome en el anime y juego móvil BanG Dream! Girls Band Party!; ciertos aspectos de su carácter también se inspiraron en su personalidad de la vida real.
El 21 de junio de 2017 se lanzó una canción de imagen basada en Rimi de Nishimoto titulada "Chocolate no Teion Recipe". el sencillo alcanzó el puesto 20 en la lista semanal de sencillos de Oricon.
En 2016, Nishimoto prestó su voz a Unne Sonosaki en la serie corta de Bushiroad We Are the Luck & Logic Club!, seguido de Amol en Hina Logi: From Luck & Logic un año después. También interpretó a Haru Mikado en el programa Future Card Buddyfight Ace del 2018, que contó con "Saa Ikō!" de Poppin'Party. como tema musical de apertura. Nishimoto prestó su voz a Fumi Futagawa en el anime Assault Lily Bouquet de 2020 y su serie derivada Assault Lily Fruits. Interpretó a Lulune en el anime The Fruit of Evolution: Before I Knew It, My Life Had It Made del 2021.

## Filmografía

### Anime
2016
- We Are the Luck & Logic Club!, Unne Sonosaki

2017
- BanG Dream!, Rimi Ushigome[9]

2018
- BanG Dream! Girls Band Party! Pico, Rimi Ushigome

2019
- BanG Dream! 2nd Season, Rimi Ushigome

2020
- BanG Dream! 3rd Season, Rimi Ushigome
- BanG Dream! Girls Band Party! Pico ~Ohmori~, Rimi Ushigome
- Assault Lily Bouquet, Fumi Futagawa[7]

2021
- Assault Lily Fruits, Fumi Futagawa[10]
- BanG Dream! Girls Band Party! Pico Fever!, Rimi Ushigome
- Shinka no Mi: Shiranai Uchi ni Kachigumi Jinsei, Lulune[8]

### Películas
2019
- BanG Dream! Film Live, Rimi Ushigome[11]

2021
- BanG Dream! Episode of Roselia (Yakusoku y Song I am.), Rimi Ushigome[12]
- BanG Dream! Film Live 2nd Stage, Rimi Ushigome[13]

2022
- BanG Dream! Poppin'Dream!, Rimi Ushigome[14]

### Videojuegos
2017
- BanG Dream! Girls Band Party!, Rimi Ushigome

2020
- Azur Lane, KMS Weser